# Ramberg (Rhénanie-Palatinat)
Pour les articles homonymes, voir Ramberg.
Ramberg est une municipalité de la Verbandsgemeinde Annweiler am Trifels, dans l'arrondissement de la Route-du-Vin-du-Sud, en Rhénanie-Palatinat, dans l'ouest de l'Allemagne.

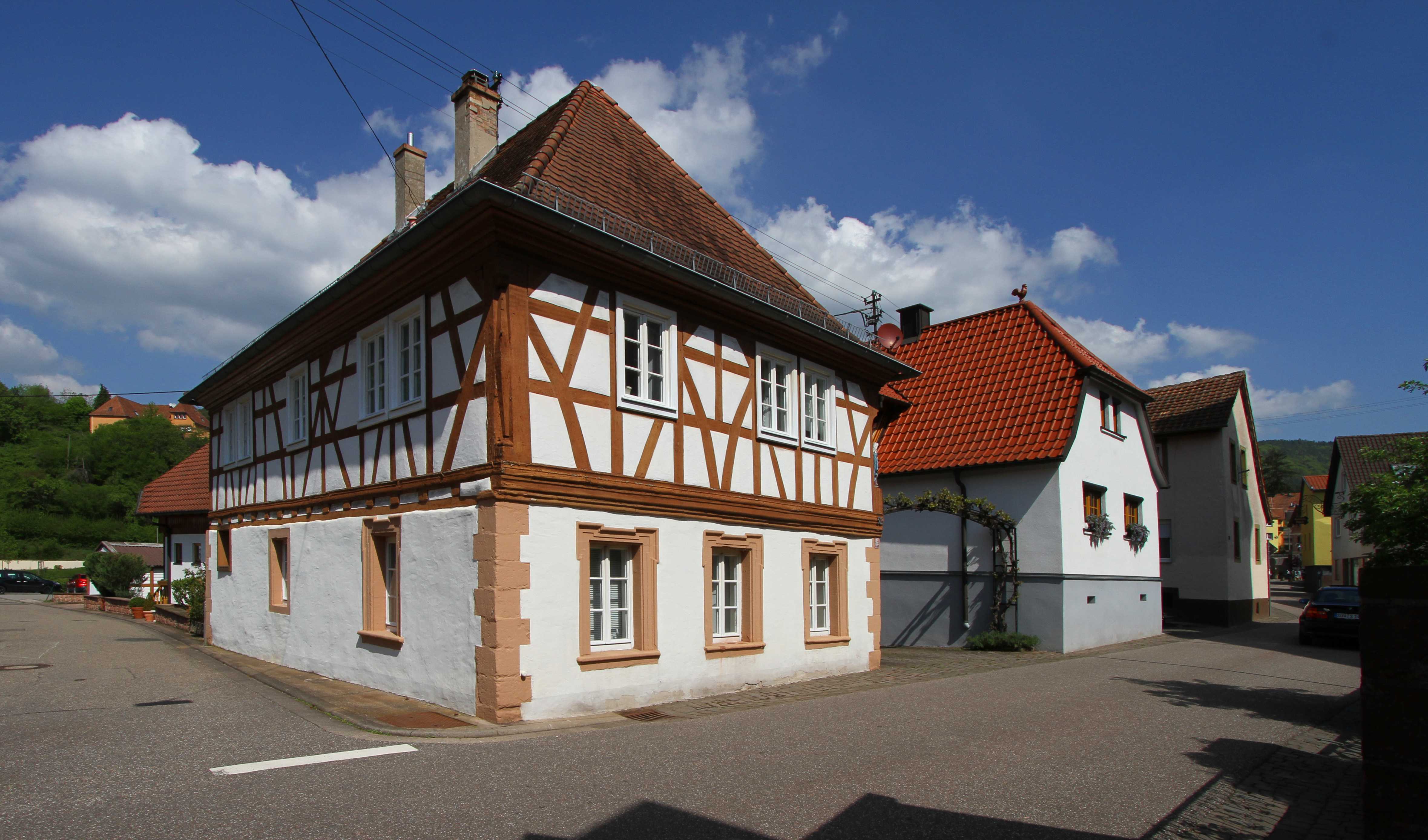
Maison de réunion
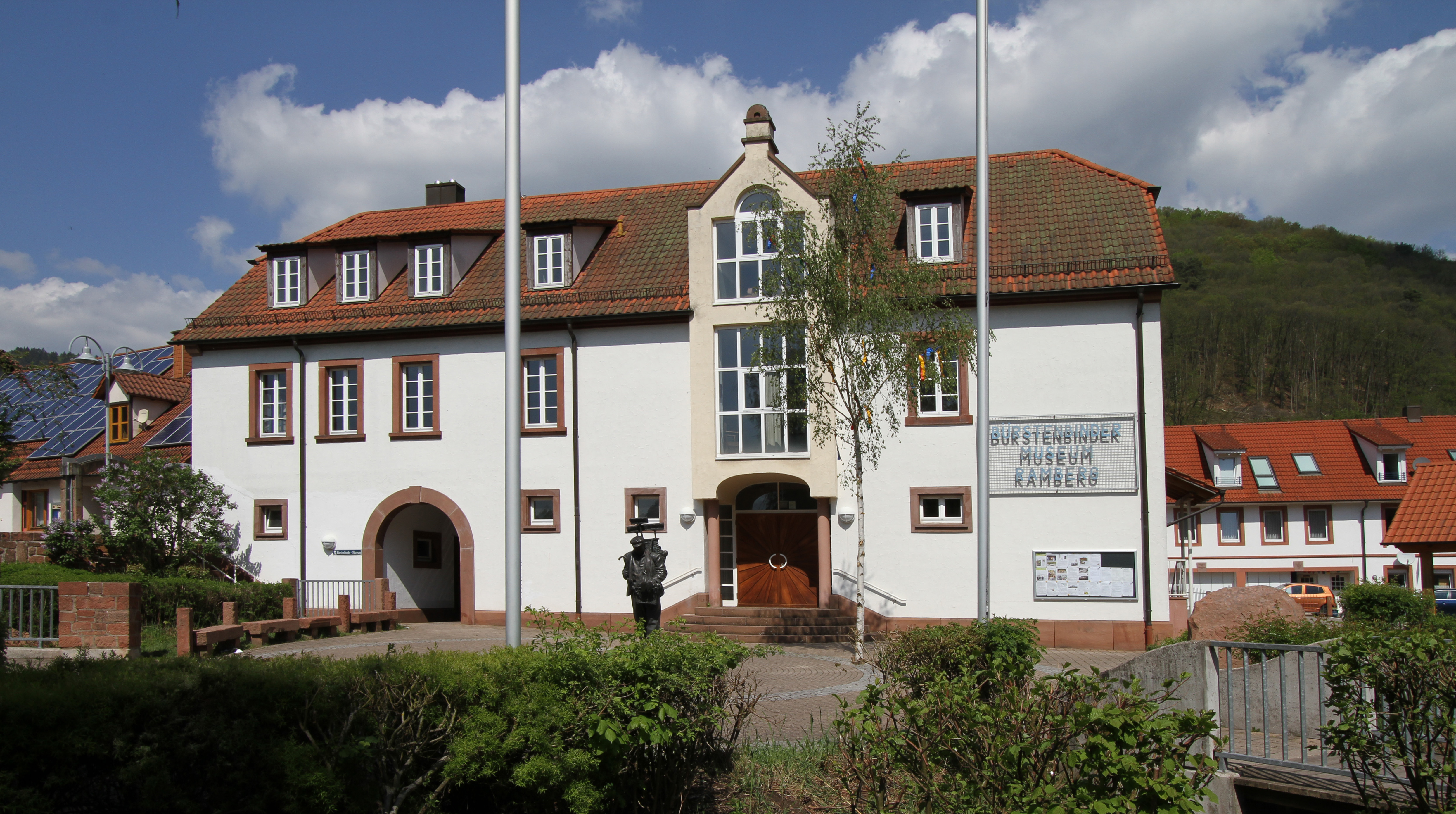
Musée du pinceau
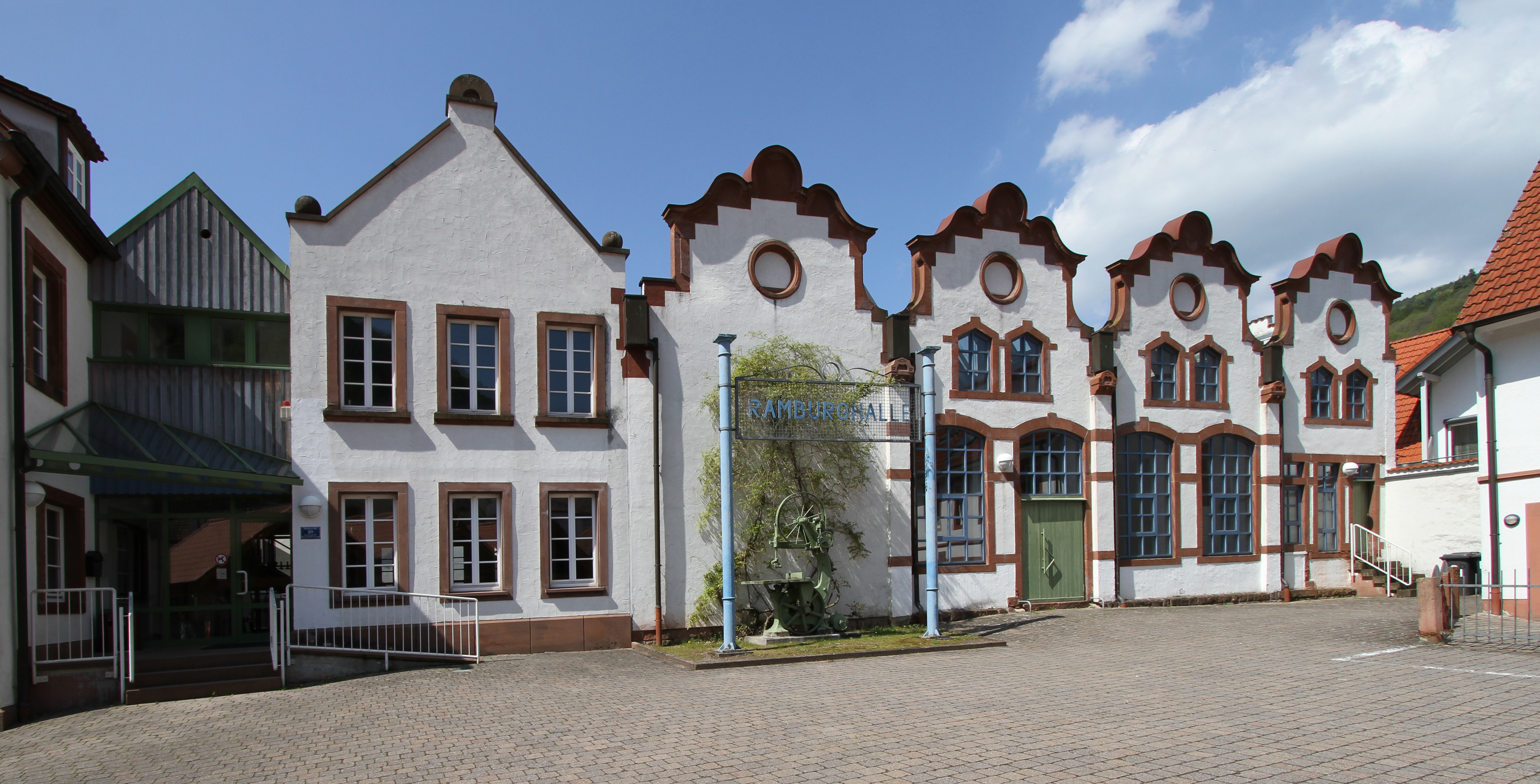
Ramburghalle
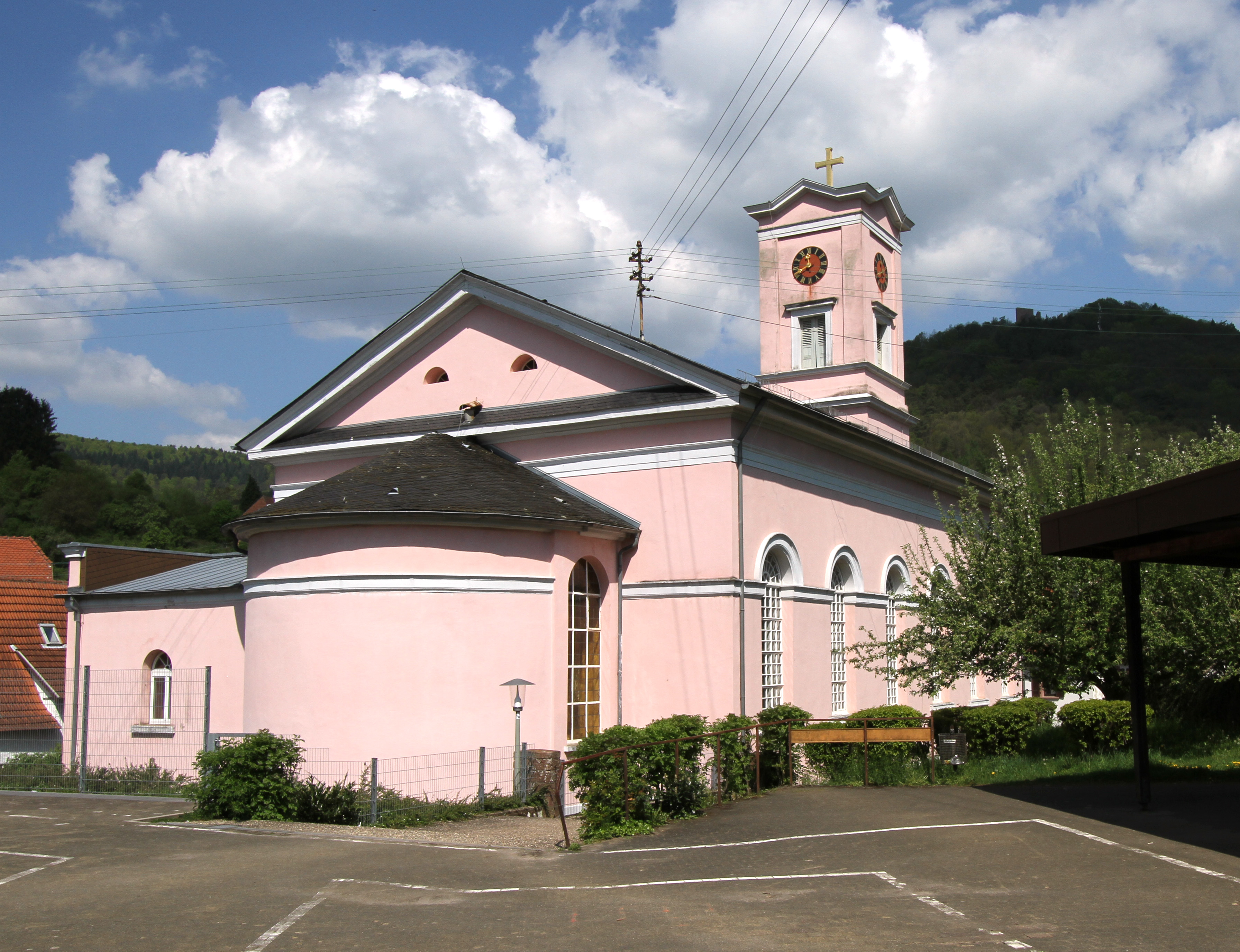
Église Saint-Laurent